# Torneo de las Tres Naciones 2000
El Torneo de las Tres Naciones 2000 fue la quinta edición de la competencia anual hoy conocida como Rugby Championship.
Comenzó el 15 julio y finalizó el 26 de agosto, participaron las tres potencias del hemisferio sur: Australia, Nueva Zelanda y Sudáfrica. Los Wallabies se consagraron campeones por primera vez.
Este torneo ostenta el partido con récord actual de asistencia de espectadores a un partido de rugby, fue en la primera fecha donde 109.874 personas presenciaron el enfrentamiento.

## Modo de disputa
El torneo se disputó con el sistema de todos contra todos a dos series, de ida y vuelta. Cada partido dura 80 minutos divididos en dos partes de 40 minutos.
Los cuatro participantes se agrupan en una tabla general teniendo en cuenta los resultados de los partidos mediante un sistema de puntuación, la cual se reparte:
- 4 puntos por victoria.
- 2 puntos por empate.
- 0 puntos por derrota.

También se otorga punto bonus, ofensivo y defensivo:
- El punto bonus ofensivo se obtiene al marcar cuatro (4) o más tries.
- El punto bonus defensivo se obtiene al perder por una diferencia de hasta siete (7) puntos.

## Equipos participantes
| Australia | Nueva Zelanda | Sudáfrica  |
| --------- | ------------- | ---------- |
| Wallabies | All Blacks    | Springboks |

## Tabla de posiciones
| Posición | Equipos       | Partidos | Partidos | Partidos | Partidos | Puntos  | Puntos    | Puntos     | Bonus | Bonus | Puntos |
| Posición | Equipos       | PJ       | PG       | PE       | PP       | A favor | En contra | Diferencia | OF    | DF    | Puntos |
| -------- | ------------- | -------- | -------- | -------- | -------- | ------- | --------- | ---------- | ----- | ----- | ------ |
| 1        | Australia     | 4        | 3        | 0        | 1        | 104     | 86        | +18        | 1     | 1     | 14     |
| 2        | Nueva Zelanda | 4        | 2        | 0        | 2        | 127     | 117       | +10        | 2     | 2     | 12     |
| 3        | Sudáfrica     | 4        | 1        | 0        | 3        | 82      | 110       | −28        | 1     | 1     | 6      |

|  |                                      |
|  | Campeón del Rugby Championship 2000. |

## Resultados
BO: Punto de bonificación ofensivo.
BD: Punto de bonificación defensivo.
Primera fecha
| 15 de julio de 2000, 20:00 (UTC+10)                                     | Australia                                                                          | BO BD 35 – 39 BO | Nueva Zelanda                                                                           | Estadio ANZ, Sídney                                       |                                                           |
|                                                                         | Tries Mortlock (2) Latham Roff Paul Conversiones Mortlock (2) Penales Mortlock (2) |                  | Tries Umaga Alatini Cullen Marshall Lomu Conversiones Mehrtens (4) Penales Mehrtens (2) | Asistencia: 109,874 espectadores Árbitro(s): André Watson | Asistencia: 109,874 espectadores Árbitro(s): André Watson |
| Nota: es el récord en asistencia de espectadores a un partido de rugby. |                                                                                    |                  |                                                                                         |                                                           |                                                           |

Segunda fecha
| 22 de julio de 2000, 19:35 (UTC+12) | Nueva Zelanda                                              | 25 – 12 | Sudáfrica                                 | Lancaster Park, Christchurch                               |                                                            |
|                                     | Tries Cullen (2) Penales Mehrtens (4) Brown Drops Mehrtens |         | Penales Van Straaten (3) Drops Montgomery | Asistencia: 49,000 espectadores Árbitro(s): Peter Marshall | Asistencia: 49,000 espectadores Árbitro(s): Peter Marshall |

Tercera fecha
| 29 de julio de 2000, 20:00 (UTC+10) | Australia                                                          | 26 – 6 | Sudáfrica                | Estadio ANZ, Sídney                                     |                                                         |
|                                     | Tries Mortlock Paul Conversiones Mortlock (2) Penales Mortlock (4) |        | Penales Van Straaten (2) | Asistencia: 77,048 espectadores Árbitro(s): Ed Morrison | Asistencia: 77,048 espectadores Árbitro(s): Ed Morrison |

Cuarta fecha
| 5 de agosto de 2000, 19:35 (UTC+12) | Nueva Zelanda                                                   | BD 23 – 24 | Australia                                                            | Estadio Westpac, Wellington                                 |                                                             |
|                                     | Tries Cullen (2) Conversiones Mehrtens (2) Penales Mehrtens (3) |            | Tries Mortlock Roff Conversiones Mortlock Penales Eales Mortlock (3) | Asistencia: 36,000 espectadores Árbitro(s): Jonathan Kaplan | Asistencia: 36,000 espectadores Árbitro(s): Jonathan Kaplan |

Quinta fecha
| 19 de agosto de 2000, 15:00 (UTC+02) | Sudáfrica                                                                                             | BO 46 – 40 BO BD | Nueva Zelanda                                                                            | Estadio Ellis Park, Johannesburgo                       |                                                         |
|                                      | Tries Delport Fleck (2) Swanepoel (2) Williams Conversiones Van Straaten (5) Penales Van Straaten (2) |                  | Tries Cullen (2) Umaga (2) Conversiones Mehrtens (4) Penales Mehrtens (3) Drops Mehrtens | Asistencia: 57,250 espectadores Árbitro(s): Andrew Cole | Asistencia: 57,250 espectadores Árbitro(s): Andrew Cole |

Sexta fecha
| 26 de agosto de 2000, 15:00 (UTC+02) | Sudáfrica                | BD 18 – 19 | Australia                                               | Estadio Kings Park, Durban                              |                                                         |
|                                      | Penales Van Straaten (6) |            | Tries Latham Conversiones Mortlock Penales Mortlock (4) | Asistencia: 52,000 espectadores Árbitro(s): Paul Honiss | Asistencia: 52,000 espectadores Árbitro(s): Paul Honiss |